# Michael Raymond-James
Michael Raymond-James, właśc. Michael James Weverstad (ur. 24 grudnia 1977 w Detroit) – amerykański aktor telewizyjny i filmowy.

## Kariera
W 1996 roku ukończył Clarkston High School. Studiował na Lee Strasberg Theatre and Film Institute w Nowym Jorku, razem z George’em Lorosem, Jefferym Hornem i Robertem Castle. Pojawił się w filmie Jęk czarnego węża, a także w szeregu seriali telewizyjnych, w tym Dawno, dawno temu (Once Upon a Time, 2012−2016). Wcielił się w rolę Rene Leniera w pierwszym sezonie serialu Czysta krew. W 2016 wystąpił u boku Chrisa Pine’a i Bena Fostera w disneyowskim Czasie próby, grając rolę D.A. Browna.

## Filmografia

### Filmy fabularne
- 2006: Jęk czarnego węża (Black Snake Moan) jako Gill Morton
- 2012: Jack Reacher: Jednym strzałem (Jack Reacher) jako Linsky
- 2016: Czas próby (The Finest Hours) jako Rene D.A. Brown

### Seriale TV
- 2004: Ostry dyżur jako pan Tunny
- 2004: Gorące Hawaje jako Damien Pruitt
- 2005: CSI: Kryminalne zagadki Las Vegas (CSI: Crime Scene Investigation) jako Aaron Colite
- 2006: Orły z Bostonu jako Kevin Armus
- 2008–2011: Czysta krew (True Blood) jako Rene Lenier
- 2009: Ostry dyżur jako Stuart Moore / Jordan
- 2009: Dowody zbrodni jako John „Shameless” Clark '76
- 2009: Magia kłamstwa jako Gavin Howell
- 2009: Powrót do życia jako Tex
- 2010: Ocalić Grace jako Westy Stevenson
- 2010: Terriers jako Britt Pollack
- 2011: Prawo i porządek: sekcja specjalna jako Eddie Skinner
- 2012−2016: Dawno, dawno temu jako Baelfire / Neal Cassidy
- 2016: Uśpieni (Game of Silence) jako Gil Harris
- 2016: Zabójcza broń (Lethal Weapon) jako Chad Jackson